# Фенікс на мечі
«Фенікс на мечі» (англ. The Phoenix on the Sword) — одне з оригінальних оповідань про Конана-кімерійця, написане американським письменником Робертом Говардом. Розповідь була переробкою повісті про короля Кулла «Цією сокирою я буду правити!».
Вперше оповідання було опубліковано в літературному журналі «Weird Tales» в грудні 1932 року.

## Історія створення
У 1929 році Роберт Говард написав оповідання «Цією сокирою я буду правити!», яке відноситься до циклу творів про Кулла з Атлантиди. Але це оповідання було відхилено Pulp-журналами Argosy і Adventure, після цього Говард перероблює його, змінюючи головного героя на Конана, до сюжету додаються елементи надприродного. Так з'являється оповідання «Фенікс на мечі». Перероблене оповідання з Конаном було опубліковане в літературному журналі «Weird Tales» в грудні 1932 року.
Оригінальне оповідання опубліковане в книжці «Король Кулл» (англ. King Kull) виданої Lancer Books в 1967 році.

## Сюжет
Жорстокість і повна бездарність короля Нумедідеса викликали загальне невдоволення, що призвело до серії змов і, нарешті, відкритого бунту, на чолі якого став Конан. Він власними руками задушив короля прямо на троні і поклав собі на голову корону Аквілонії. Однак, народ, швидко забувши тиранію колишнього короля, поступово стає проти Конана.
Саме в цей час зріє змова заколотників, які бажають повалити правління варвара. Це — Больман — граф Карабанський, Громель — командир Чорного Легіону, Діон — барон Атталуський (перший кандидат на трон, родич минулого короля) і Рінальдо — придворний поет, та Аскаланте, граф Туни.
Аскаланте допомагає дивний раб — Тот-Амон, колись могутній маг Чорного кола. Втративши чарівний перстень, джерело магічної могутності, Тот-Амона захоплюють підручні Аскаланте, і рятуючи своє життя, він присягає йому.
Бунтівники позбувшись від охорони, сподіваються вбити сплячого короля.
Тим не менш, відбуваються дві непередбачених події. Уві сні Конану являється Епіметріус — легендарний засновник Аквілонії, жрець Мітри, та попереджає про небезпеку і залишає магічний знак — фенікс на мечі короля. Одночасно з цим Тот-Амон знаходить втрачене чарівне кільце і нацьковує на Аскаланте мавпоподібного демона, який ненавмисно зриває спробу вбивства Конана.

## Дійові особи
При переробці оповідання автор змінив імена та легенди дійових осіб, але при порівнянні творів, вони легко впізнаються у творі про Кулла. У таблиці надаються імена героїв, їх легенди, а також описи дієвих осіб у яких вони перетворилися.
| Персонаж оповідання | Характеристика персонажу                                                             | Відповідний персонаж «Цією сокирою я буду правити!» | Характеристика персонажу                                                       |
| ------------------- | ------------------------------------------------------------------------------------ | --------------------------------------------------- | ------------------------------------------------------------------------------ |
| Конан               | Варвар-кімерієць. Згодом король Аквілонії. Головний персонаж майже усіх творів серії | Кулл                                                | Варвар з Атлантиди. Згодом король Валюзії. Головний персонаж усіх творів серії |
| Просперо            | Друг Конана і його найближчий помічник                                               | Брул Списоносець                                    | Друг Кулла і його найближчий помічник                                          |
| Троцеро             | сенешаль Аквілонії                                                                   | Ка-Ну                                               | Посол піктів                                                                   |
| Тот-Амон            | Чаклун. Жрець Сета, тимчасово раб Аскаланте                                          | Раб який належить Ардіону                           | Ім'я невідоме                                                                  |
| Аскаланте           | Колишній граф Тунський. Заколотник                                                   | Ардіон                                              | Розбійник. Заколотник                                                          |
| Громель             | Керівник Чорного легіону. Заколотник                                                 | Енарос                                              | Керівник Чорного легіону. Заколотник                                           |
| Рінальдо            | Придворний поет. Заколотник                                                          | Рідондо                                             | Придворний поет. Заколотник                                                    |
| Бальмано            | Граф Карабанський. Заколотник                                                        | Дукалон                                             | Володар Кохамари. Заколотник                                                   |
| Діон                | Барон Атталусський. Родич попереднього короля. Заколотник                            | Каануб                                              | Володар Блаалу. Родич попереднього короля. Заколотник                          |
| Паллантід           | Керівник Чорних Драконів                                                             | Келькор                                             | Керівник Шарлатових Вбивць                                                     |
| Нумедідес           | Попередній король Аквілонії                                                          | Борна                                               | Попередній король Валюзії                                                      |
| Публіус             | Канцлер                                                                              | Ту                                                  | Радник короля                                                                  |
| Епіметріус          | Легендарний засновник Аквілонії, жрець Мітри. Помер за 5000 років до подій твору     | Відсутній аналог                                    |                                                                                |
| Без імені           | Верховний жрець Митри                                                                | Відсутній аналог                                    |                                                                                |